# Szmer Gibsona
Szmer Gibsona – szmer ciągły (maszynowy), nazwany od nazwiska G.A. Gibsona, typowy objaw przetrwałego przewodu tętniczego (PDA).

## Patogeneza
Szmer spowodowany jest przeciekiem krwi z aorty do pnia płucnego, co powoduje przepływ turbulentny w pniu płucnym.

## Charakterystyka
- słyszalny przez cały cykl pracy serca, bez uchwytnej przerwy pomiędzy skurczem a rozkurczem
- rozpoczyna się w okresie skurczu, a maksimum głośności osiąga w pobliżu II tonu serca
- najlepiej słyszalny w II lewym międzyżebrzu
- świadczy o umiarkowanym przecieku (gdy rozwinie się nadciśnienie płucne, może pozostać tylko szmer skurczowy)

## Historia
- Skoda przetarł szlak opisując ciągły szmer jako cechę przetoki tętniczo-żylnej.
- Williams i Bernutz w 1847r. jako pierwsi skojarzyli ciągły szmer z obrazem PDA, widocznym podczas sekcji zwłok.
- Gerhard w 1867r. zaproponował przepływ turbulentny w pniu płucnym jako możliwą przyczynę szmeru ciągłego.
- Gilbert w 1886r. jako pierwszy przedstawił pełny opis szmeru, porównał go do tego, który towarzyszy przetoce tętniczo-żylnej i, jak Williams, zwrócił uwagę jego wartość diagnostyczną.
- W 1898r. Gibson, w przeciwieństwie do poprzedników, oparł swój opis szmeru ciągłego na powtarzających się obserwacjach klinicznych. Opisał jego precyzyjny charakter i jasną przyczynę. Ustalił też, że pewna diagnoza PDA może zostać postawiona na podstawie objawów klinicznych, co miało ogromne znaczenie dla diagnostyki i leczenia PDA.